# Al-Yamun
Al-Yamun (en arabe : اليامون) est une ville du gouvernorat de Jénine en Palestine, dans le nord de la Cisjordanie. Il est situé à 9 kilomètres à l'ouest de Jénine. Selon le recensement du Bureau central palestinien des statistiques, la localité compte une population de 20 774 habitants en 2017.

## Conflit israélo-palestinien
Un enfant âgé de 12 ans est tué par balles par l’armée israélienne le 23 avril 2024